# Gentil Néry
Gentil Néry (São Miguel Arcanjo, 24 de outubro de 1919 – Angatuba, 18 de março de 2012), fazendeiro e político brasileiro.
Foi vereador em Pardinho e Angatuba, cidade onde também foi prefeito.

## Biografia
Filho do italiano Riciéri Neri (nascido em Pisa, 1876) e de Maria Benedicta de Campos Néry (Sorocaba, 1886), Gentil Nery exerceu, na cidade Pardinho, o cargo de vereador, ocasião em que fez parte da primeira Câmara de Vereadores diplomados daquele município conforme ata de instalação daquela casa em 10 de janeiro de 1960.
Na cidade de Angatuba, foi vereador (chegando a presidente da Câmara Municipal)  e prefeito (1968)  
Como prefeito, promoveu: a instalação de água encanada para o então distrito (atual município) da Campina do Monte Alegre; a construção da caixa-d’água; o sistema de iluminação por luminárias em postes; a reforma de estradas municipais, de escolas, de pontes (nos bairros do Guareí Velho e dos Libâneos), da arquibancada no campo Roldão Vieira de Morais e da jardinagem de parte da praça da matriz; adquiriu máquinas para a prefeitura e um ônibus para transportar trabalhadores rurais.